# Valea Rizii
Valea Rizii – wieś w Rumunii, w okręgu Ardżesz, w gminie Dârmănești. W 2011 roku liczyła 323 mieszkańców.